# Deutsche Gesellschaft für Anthropologie, Ethnologie und Urgeschichte
Die Deutsche Gesellschaft für Anthropologie, Ethnologie und Urgeschichte (DAG) wurde 1870 als nationaler Dachverband mehrerer Ortsgesellschaften (Göttingen, Berlin, München, Frankfurt am Main) gegründet.
Treibende Kraft waren Rudolf Virchow und seine Berliner Gesellschaft für Anthropologie, Ethnologie und Urgeschichte. Die Gesellschaft gab ein Korrespondenz-Blatt (1870–1923) sowie das Archiv für Anthropologie (1866–1935) heraus und veranstaltete Tagungen. Die ersten Präsidenten waren abwechselnd Virchow, Wilhelm von Waldeyer (Berlin) und Ferdinand Leopold von Andrian-Werburg (Anthropologische Gesellschaft in Wien). Unter Karl Weule wurde sie 1925 in „Deutsche Anthropologische Gesellschaft“ umbenannt. Nach der Etablierung von Einzelgesellschaften für ihre drei Bereiche löste sich die DAG im November 1935 auf. Ihr letzter Leiter war Karl Hermann Jacob-Friesen. In Ortsgesellschaften wie in Berlin besteht sie fort.